# Дегтярка (Україна)
Дегтя́рка —  село в Україні, у Берестинському районі Харківської області. Населення становить 71 осіб. Орган місцевого самоврядування — Станичненська сільська рада.

## Населення

### Мова
Розподіл населення за рідною мовою за даними перепису 2001 року:
| Мова       | Кількість | Відсоток |
| ---------- | --------- | -------- |
| українська | 67        | 94.37%   |
| російська  | 3         | 4.22%    |
| білоруська | 1         | 1.41%    |
| Усього     | 71        | 100%     |

## Географія
Село Дегтярка знаходиться біля витоків річки Комишуваха. На відстані 2 км розташовані села Станичне, Слобожанське, Печіївка і селище Палатки. Поруч проходять автомобільні дороги М18 і Т 2118. За 2,5 км розташована залізнична станція Власівка.